# Trichoptya bimaculata
Trichoptya bimaculata är en fjärilsart som beskrevs av Pieter Cornelius Tobias Snellen 1880. Trichoptya bimaculata ingår i släktet Trichoptya och familjen nattflyn. Inga underarter finns listade i Catalogue of Life.